# Kocioł (geomorfologia)

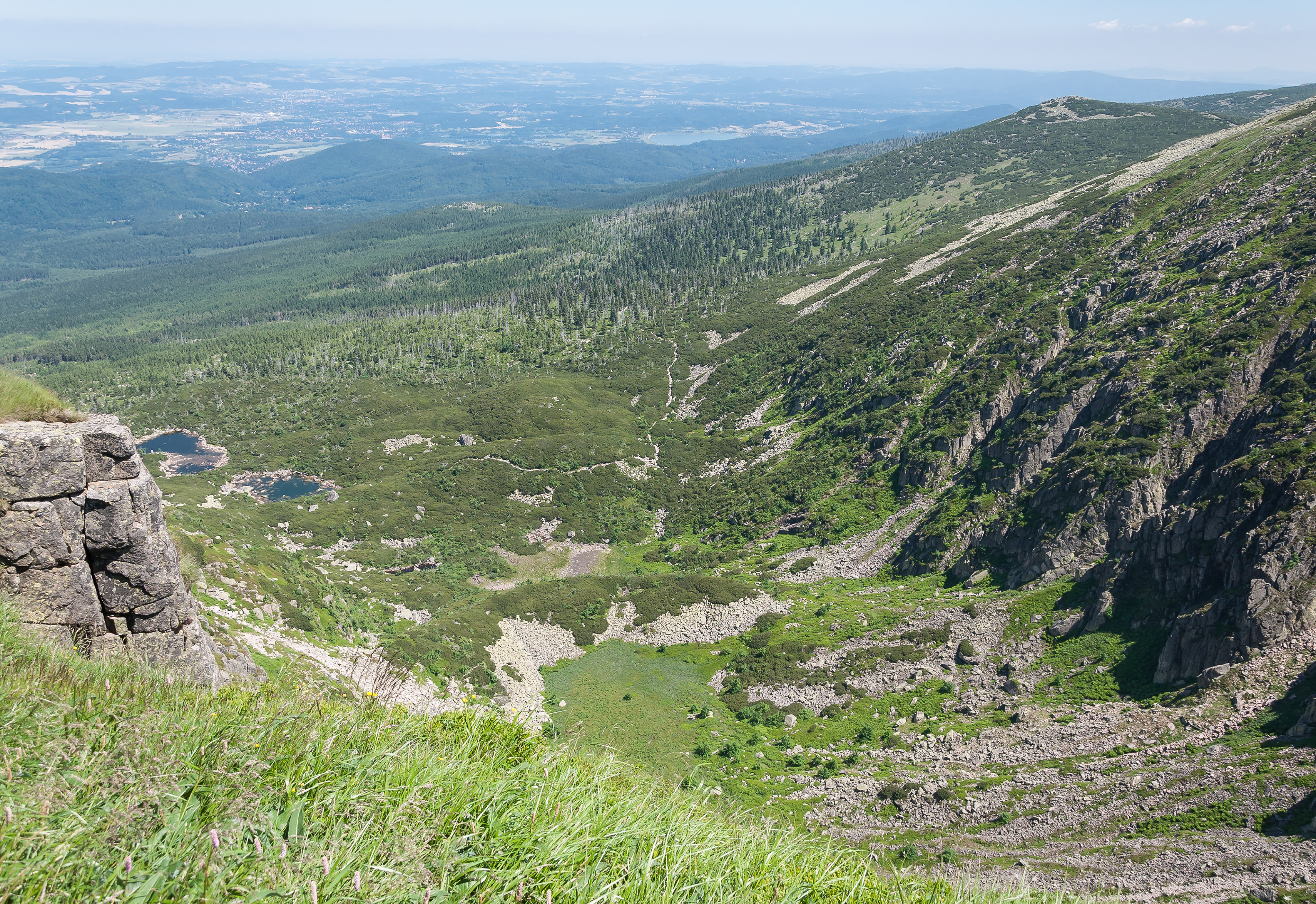
Wielki Śnieżny Kocioł

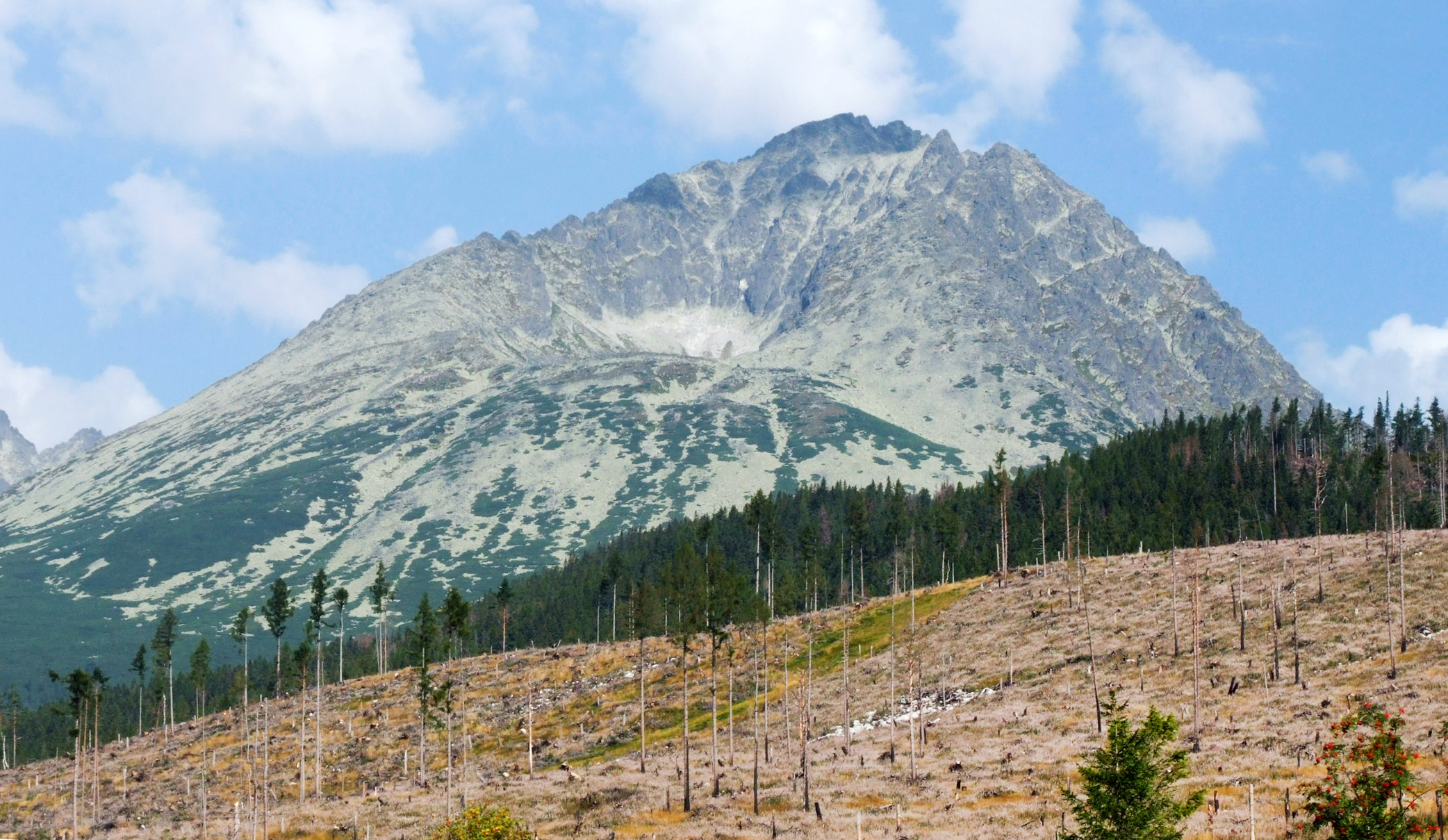
Gerlachowski Kocioł

Kocioł – forma ukształtowania terenu. Jest to okrągłego kształtu zagłębienie terenu, zazwyczaj występujące w górnej części doliny, w stoku góry, lub w rozszerzeniu żlebu. Często jest pochodzenia lodowcowowego (kocioł lodowcowy), jak np. Gerlachowski Kocioł, może jednak mieć również inne pochodzenie. Kocioł powstający na dnie cieków wodnych (zazwyczaj u podnóży wodospadu lub progu wodnego) to kocioł eworsyjny.